# Гайнет, Кирстен
Кирстен Гайнет (баш. Кирстен Миннихан ҡыҙы Ғәйнетдинова; род. 12 сентября 1989 года, Инзер) — башкирский режиссёр, сценарист, оператор и продюсер документального кино.

## Биография
Айгуль Гайнетдинова родилась 12 сентября 1989 года в посёлке Инзер Республики Башкортостан. По национальности является башкиркой. У неё есть сестра-близнец — Эвита (Алсу), которая является популярной в Башкирии поэтессой.
В 13 лет Кирстен окончила музыкальную школу по классу фортепиано. В 2009 году окончила медицинский колледж в Уфе. Затем поступила на факультет экранных искусств в институт искусств при РГППУ в Екатеринбурге (мастерская В. С. Киреева). После окончания второго курса перевелась в Санкт-Петербургский государственный институт кино и телевидения (мастерская Б. В. Тимковского), и параллельно на очное отделение факультета искусств в Санкт-Петербургский государственный институт культуры (мастерская Ю. Н. Фетинга).
В 2014 году в качестве дипломной работы сняла документальный короткометражный фильм «Живи, солдат, живи». Фильм был показан на многих международных и российских кинофестивалях, включая "Послание к человеку, «Сталкер», «Святая Анна», AsterFest в Македонии и других.
В 2015 году Кирстен переехала в Москву и работала на киностудии имени Горького начальником цеха съёмочной техники. Через полтора года перешла на Мосфильм ассистентом режиссёра в фильме Элины Суни «Мой лучший друг».
Параллельно снимала собственный документальный фильм про историю Салаватского башкирского драматического театра — «Театр семи девушек», который вышел в 2017 году, был показан на ряде кинофестивалей и получил награды.В 2018 году вышел её документальный фильм «О чём грустит наш дом» про историю депортаций турко-месхетинского народа. Фильм был показан на более чем 50 кинофестивалях и получил множество наград.
В 2019 году вышел полнометражный документальный фильм «Жена». Фильм был показан на кинофестивале Артдокфест и номинирован на премию «Лавровая ветвь».
В 2022 году выйдет новый полнометражный фильм Кирстен — «Завтра наступит вчера».
В своём творчестве Кирстен фокусируется на темах прав человека и сохранения общечеловеческих ценностей.
С 2016 года живёт в Стамбуле (Турция).
Член Союза кинематографистов России (с 2020), Гильдии неигрового кино и телевидения России, Союза фотохудожников России (с 2021).
Продюсер и режиссёр студии документального кино «Ак кош». Название студии с башкирского языка переводится как «Белая птица».

## Фильмография
- 2007 — Царапина — актриса
- 2012 — Пьеса без чёрных клавиш — режиссёр, сценарист, оператор, продюсер
- 2013 — Король тыковок — режиссёр, оператор
- 2015 — Живи, солдат, живи — режиссёр, оператор, продюсер
- 2015 — Они ушли танцевать — оператор
- 2017 — Мой лучший друг — ассистент режиссёра
- 2017 — Театр семи девушек — режиссёр, сценарист, оператор, продюсер
- 2018 — О чём грустит наш дом — режиссёр, сценарист, оператор, продюсер
- 2019 — Жена — режиссёр, сценарист, оператор
- 2022 — Завтра наступит вчера — режиссёр, продюсер
- 2022 — Перформанс — режиссёр

## Награды
Фильм «Живи, солдат, живи»
- 2015 — «Бронзовая подкова» за лучший документальный фильм Международного фестиваля короткометражного кино AsterFest в Македонии[15]
- 2015 — Специальный приз 15-го Международного фестиваля студенческих фильмов Kısaca[16]

Фильм «Театр семи девушек»
- 2017 — Специальный приз имени Тевфика Исмаилова на Международном фестивале документального кино «Тюркский мир» в Стамбуле[18]
- 2017 — Международный фестиваль военно-патриотического фильма «Волоколамский рубеж» — диплом жюри «За оригинальное решение темы героизма в тылу»
- 2018 — Международный кинофестиваль авторского кино «ЗА!» — «Лучший документальный фильм»
- 2018 — Приз «Патриот» Открытого фестиваля студенческих и дебютных фильмов «Святая Анна»
- 2018 — Международный кинофестиваль Benicia Film Festival — «Лучший фильм об искусстве»[19]

Фильм «О чём грустит наш дом»
- 2018 — Казанский международный фестиваль мусульманского кино — «Лучший короткометражный документальный фильм»[20]
- 2018 — Специальный приз киноклуба «Волшебный фонарь» фестиваля «Саратовские страдания» «За самое точное попадание в жанр»
- 2018 — International film festival for democratic memory в Испании — «Специальный молодёжный приз»
- 2018 — WENIFF West Nordic International Film Festival в Норвегии — «Лучший документальный фильм»
- 2019 — 19-й международный кинофестиваль в Лебу (Чили) — «Лучший документальный иностранный фильм»
- 2019 — Специальный приз Управления Верховного Комиссара ООН по делам беженцев на МКФ «Сталкер»[21]

Фильм «Жена»
- 2019 — номинация на премию «Лавровая ветвь» в категории «Лучший дебют»[22]
- 2020 — вторая премия VII Международного фестиваля документальных фильмов в Греции[23]